# Les Guerriers de l'empire céleste
Pour plus de détails, voir Fiche technique et Distribution.
Les Guerriers de l'empire céleste (天地英雄 - Tian di ying xiong) est un film hongkongais réalisé par He Ping, sorti en 2003.

## Synopsis
Le lieutenant Li (Jiang Wen) est considéré comme un renégat pour avoir refusé de tuer des femmes et des enfants. Il doit s'enfuir dans le désert de Gobi où il est pourchassé par Lai Qi (Nakai Kiichi). Néanmoins, les deux hommes s'unissent pour aider un moine dont la caravane est attaquée...

## Fiche technique
- Titre : Les Guerriers de l'empire céleste
- Titre original : 天地英雄 - Tian di ying xiong
- Réalisation : He Ping
- Scénario : He Ping et Zhang Rui
- Pays d'origine :  Hong Kong
- Genre : Film d'action, Film d'aventures, Film dramatique
- Durée : 114 minutes

## Distribution
- Jiang Wen : Lieutenant Li
- Kiichi Nakai : Lai Qi
- Wang Xueqi : Maître An
- Zhao Wei : Wen Zhu
- Bagen Hasi : Cao Jin
- Tao Ho : Ma Gun
- Linian Lu : Wu Lao'Er
- Deshun Wang : Vieux Diehard
- Haibin Li : Zao Zimo
- Yeerjiang Mahepushen : Serviteur de maître An
- Chuangao Hou : Garde
- Yun Zhou : Jue Hui
- Wei Li : Di Hu
- Yuming Du : Cavalier A
- Handong Wang : Cavalier B